# サンティアゴ・デ・コンポステーラの巡礼路
サンティアゴ・デ・コンポステーラの巡礼路（サンティアゴ・デ・コンポステーラのじゅんれいろ）は、キリスト教の聖地であるスペイン、ガリシア州のサンティアゴ・デ・コンポステーラへの巡礼路。

## 概要
サンティアゴ・デ・コンポステーラには、聖ヤコブ（スペイン語でサンティアゴ）の遺骸があるとされ、ローマ、エルサレムと並んでキリスト教の三大巡礼地に数えられている。フランスでは、「トゥールの道」、「リモージュの道」、「ル・ピュイの道」、「トゥールーズの道」の主要な4つの道がスペインに向かっている。スペインでは、ナバラ州からカスティーリャ・イ・レオン州の北部を西に横切り、ガリシア州のサンティアゴ・デ・コンポステーラへ向かう「フランスの道」が主要である。
スペイン語では、El Camino de Santiago（サンティアゴの道）と呼ばれ、また、定冠詞を付けた大文字で始まるEl Camino（その道）はサンティアゴ・デ・コンポステーラ巡礼路を表す。フランス語ではle chemin de Saint Jacques（サン・ジャックの道）と呼ばれる。
1000年以上の歴史を持つ聖地への道は、今も年間およそ10万人がフランスからピレネー山脈を越えてゆく。スペインに入ると、巡礼の拠点の街が見えてくる。そこには巡礼事務所があり、名前を登録し、巡礼者の証明となる手帳を受け取る。巡礼者の数が増えると共に、道沿いには無料の宿泊所が整備されてきた。11世紀の礼拝堂を修復した宿泊所などもあり、こちらの宿では中世さながらの「洗足の儀式」が行われる。巡礼者の足を水で清め、旅の無事を祈る。食事も用意される。これらは巡礼を支える人々の無償の奉仕で成り立っている。徒歩によるスペイン横断は、イベリア半島内でもおよそ800kmの道程である。長い巡礼を続けることは、人々にとって信仰と向き合う貴重な時間となる。

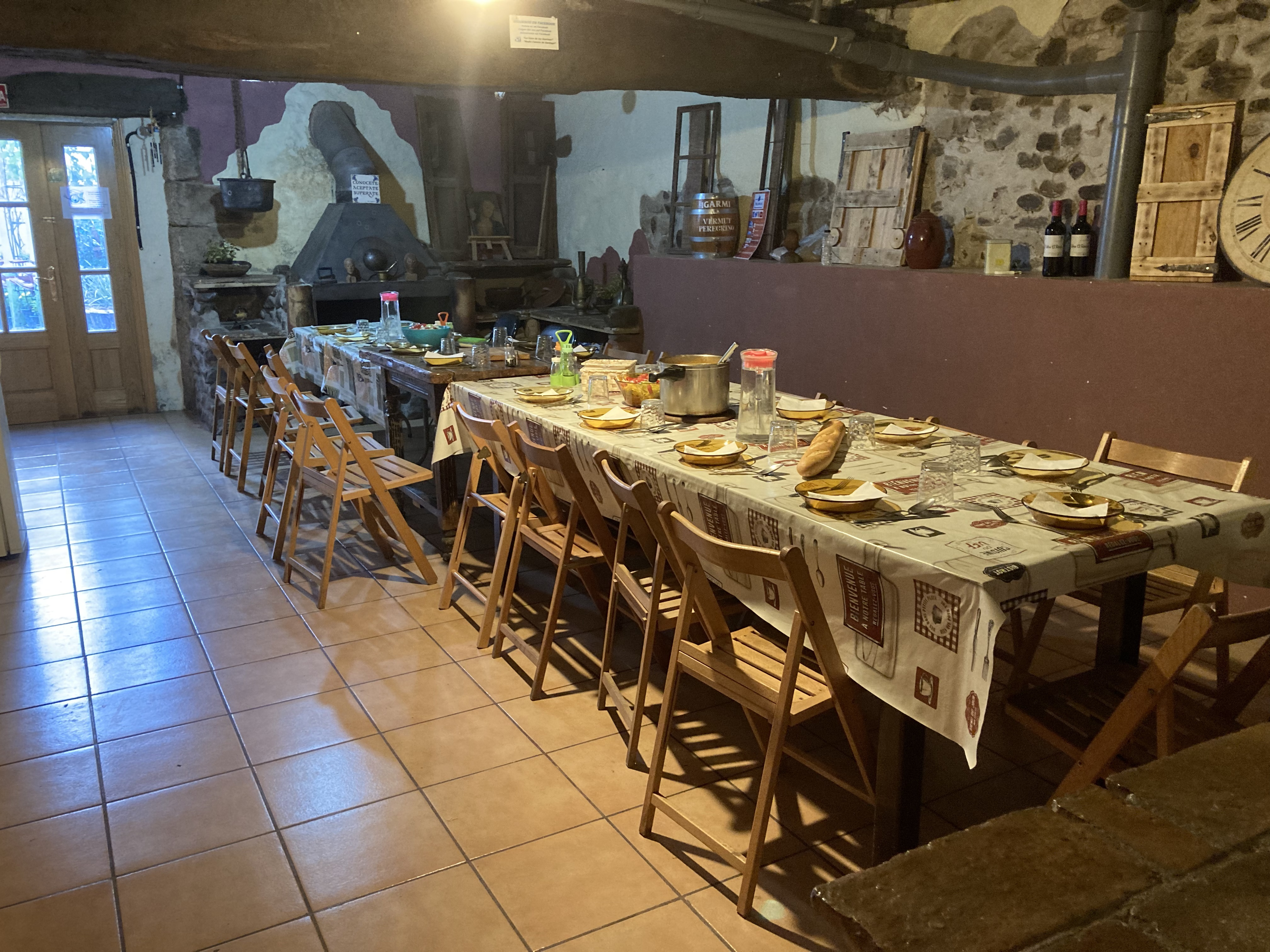
寄付制の宿での夕食の例

大聖堂の5km手前にある「モンテ・デル・ゴソ」（歓喜の丘）。巡礼者はここで初めて美しい聖地の姿を眼にする。徒歩でおよそ1か月の道程。大聖堂に到着した巡礼者は、「栄光の門」と呼ばれた入り口に向かう。そこには幾千万もの巡礼者がもたれるように祈りを捧げてきた柱がある。手のくぼみのあとが歴史を物語っている。

## 世界遺産
巡礼路のうちスペイン国内の道は、1993年に「サンティアゴ・デ・コンポステーラの巡礼路」としてユネスコの世界遺産に登録された。登録された道は、後述の「フランスの道」と「アラゴンの道」に相当する。2015年に拡大登録されるとともに、登録名称が変更された。フランスの巡礼路の一部と途上の主要建築物群については、「フランスのサンティアゴ・デ・コンポステーラの巡礼路」として1998年に別途登録された。

### 登録基準
この世界遺産は世界遺産登録基準のうち、以下の条件を満たし、登録された（以下の基準は世界遺産センター公表の登録基準からの翻訳、引用である）。
- (2) ある期間を通じてまたはある文化圏において、建築、技術、記念碑的芸術、都市計画、景観デザインの発展に関し、人類の価値の重要な交流を示すもの。
- (4) 人類の歴史上重要な時代を例証する建築様式、建築物群、技術の集積または景観の優れた例。
- (6) 顕著で普遍的な意義を有する出来事、現存する伝統、思想、信仰または芸術的、文学的作品と直接にまたは明白に関連するもの（この基準は他の基準と組み合わせて用いるのが望ましいと世界遺産委員会は考えている）。

## 歴史

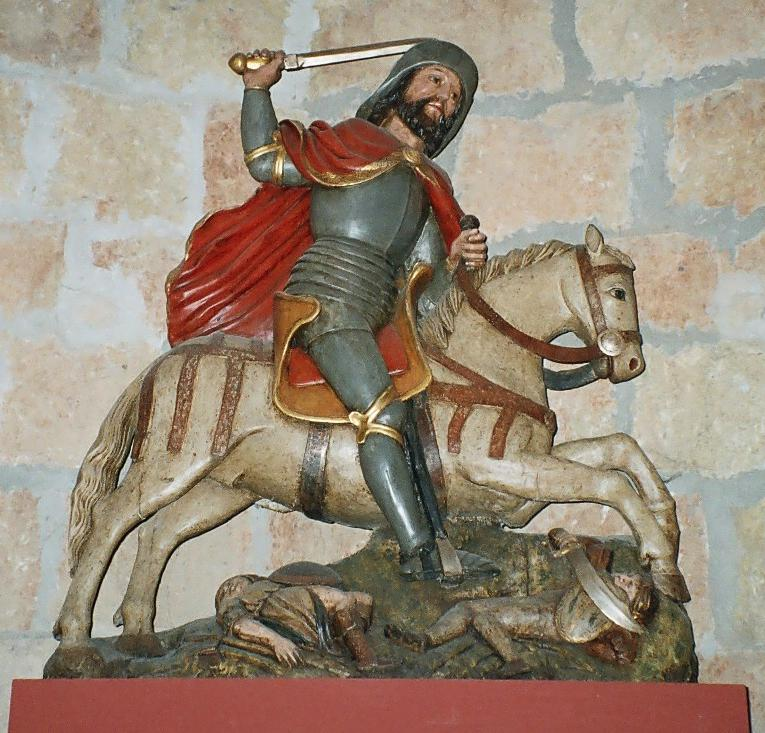
「ムーア人殺しのヤコブ」の像

伝説によれば、イエスの十二使徒の1人である聖ヤコブがエルサレムで殉教したあと、その遺骸はガリシアまで運ばれて埋葬されたとされる。813年、現在のサンティアゴ・デ・コンポステーラで、隠者ペラギウスは天使のお告げによりヤコブの墓があることを知らされ、星の光に導かれて司教と信者がヤコブの墓を発見したとされる。これを記念して墓の上に大聖堂が建てられた。
サンティアゴ・デ・コンポステーラへの巡礼の記録は、951年のものが最古である。11世紀にはヨーロッパ中から多くの巡礼者が集まり、最盛期の12世紀には年間50万人を数えた。こうした巡礼の広がりは、中世ヨーロッパで盛んだった聖遺物崇拝によるところが大きい。
また、巡礼は当時イベリア半島を支配していたイスラム教国へのレコンキスタとも連動した。ヤコブはレオン王国などキリスト教国の守護聖人と見なされ、「Santiago matamoros」（ムーア人殺しのヤコブ）と呼ばれるようになった。キリスト教国の兵士は戦場で「サンティアゴ！」と叫びながら突撃したという。キリスト教国の諸王は巡礼路の整備や巡礼者の保護に努めた。
巡礼は、スペインとスペイン外のヨーロッパの文化をつなぐことにもなった。巡礼者の中には建築家もおり、彼らはヤコブに捧げるために、巡礼路に沿った都市にロマネスク建築による多くの教会や修道院を建てた。
レコンキスタの完了や、百年戦争、三十年戦争による混乱によって衰えた時期もあったが、巡礼は現在まで続いている。現在の巡礼者のスタイルは、徒歩、自転車、車などさまざまである。また、ガリシア州政府は観光の目玉として巡礼路をアピールしている。

## 巡礼路

### フランス

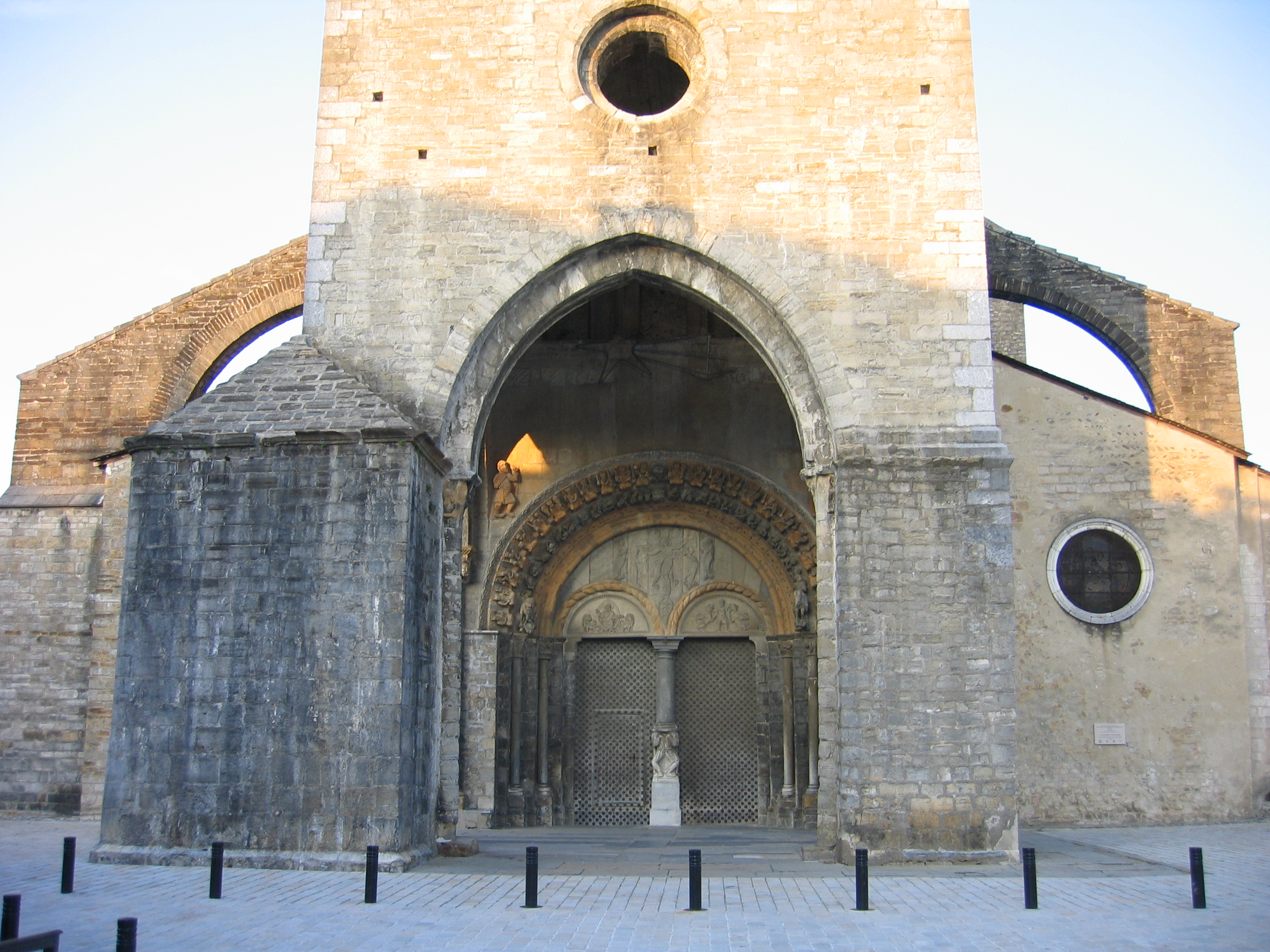
オロロンのサント＝マリー大聖堂

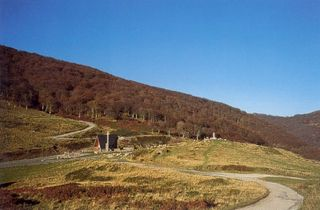
1057mのイバニェタ峠

フランスからは、巡礼の中心地であった都市を拠点として4つの道がピレネー山脈に向かっている。
- トゥールの道（フランス語版）

パリ - オルレアン - トゥール - ポワティエ - サント - ボルドー - オスタバ＝アスム
- リモージュの道（フランス語版）（ヴェズレーの道、サン・レオナールの道）

ヴェズレー（fr） - ブールジュ/ヌヴェール - サン＝レオナール＝ド＝ノブラ - リモージュ - ペリグー - オスタバ＝アスム
- ル・ピュイの道（フランス語版）

ル・ピュイ - コンク - モワサック - オスタバ＝アスム
- トゥールーズの道（フランス語版）（サン・ジルの道）

アルル - サン＝ジル - モンペリエ - トゥールーズ - オロロン＝サント＝マリー
トゥールの道、リモージュの道、ル・ピュイの道の3つは、オスタバ＝アスムで合流し、サン＝ジャン＝ピエ＝ド＝ポルを通ってピレネー山脈のイバニェタ峠に向かう。トゥルーズの道は、オロロン＝サント＝マリー（オロロン）からソンポルト峠に向かう。

### スペイン

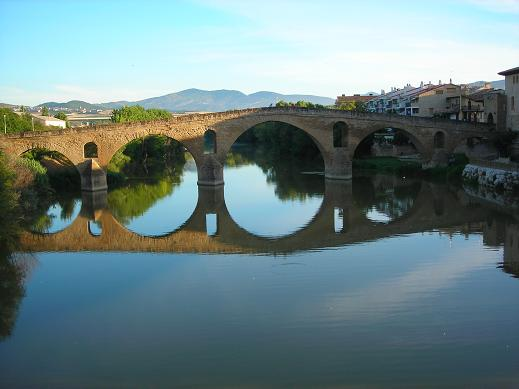
プエンテ・ラ・レイナの橋

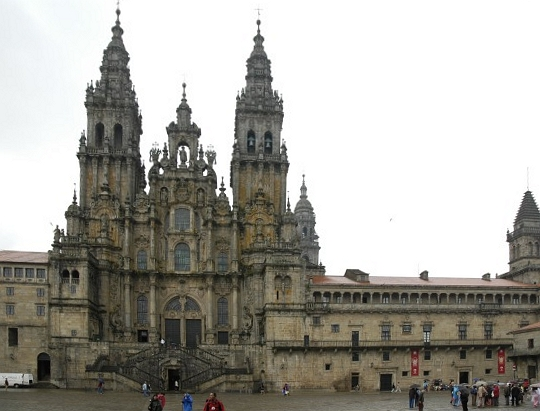
サンティアゴ・デ・コンポステーラのカテドラル

巡礼路はピレネー山脈の峠でスペインに入る。サン＝ジャン＝ピエ＝ド＝ポルからイバニェタ峠の道はスペインのナバーラ州、オロロンからソンポルト峠の道はアラゴン州に入り、プエンテ・ラ・レイナで合流する。
- イバニェタ峠 - ロンセスバージェス - パンプローナ - プエンテ・ラ・レイナ
- ソンポルト峠 - ハカ - サングエサ - プエンテ・ラ・レイナ

サン＝ジャン＝ピエ＝ド＝ポルからサンティアゴ・デ・コンポステーラまでは「フランスの道」と呼ばれる。ソンポルト峠からプエンテ・ラ・レイナまでは、「アラゴンの道」と呼ばれる。また、サン＝ジャン＝ピエ＝ド＝ポルからプエンテ・ラ・レイナまでを「ナバーラの道」と呼ぶこともある。
プエンテ・ラ・レイナからサンティアゴ・デ・コンポステーラまでの道は次のとおり。
- プエンテ・ラ・レイナ - エステーリャ - ログローニョ - サント・ドミンゴ・デ・ラ・カルサーダ - ブルゴス - カストロヘリス - サアグン - レオン - アストルガ - ポンフェラーダ - ビジャフランカ・デル・ビエルソ - ペドラフィータ・ド・セブレイロ - パラス・デ・レイ - サンティアゴ・デ・コンポステーラ

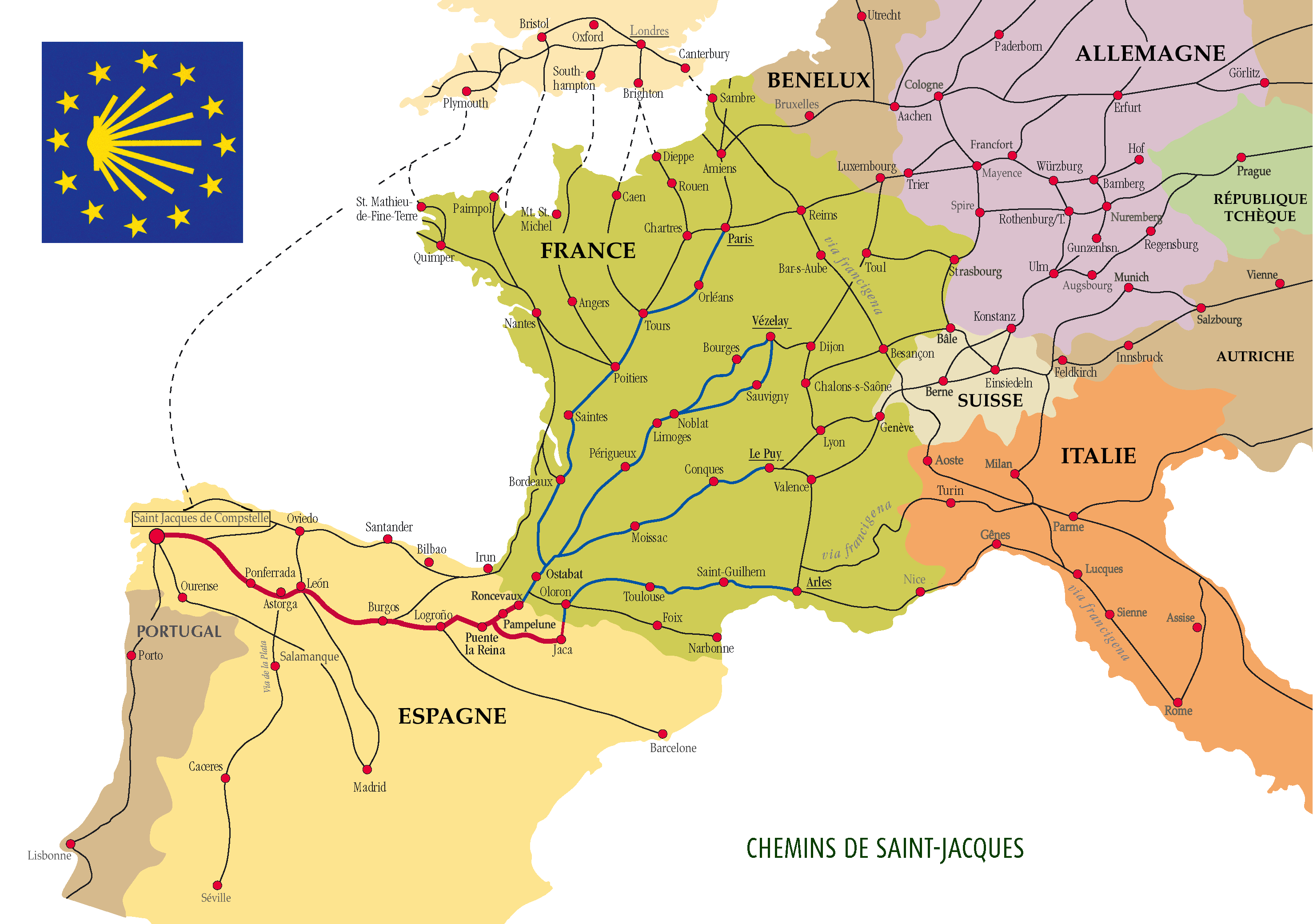
巡礼路の地図（フランス語）。青い線はフランスの主要な巡礼路で、赤い線はスペインの主要な巡礼路。

### その他

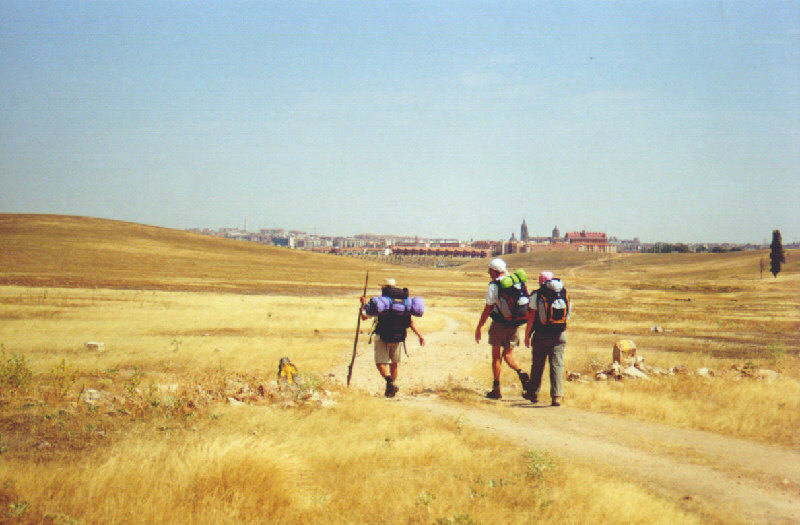
サラマンカに向かう巡礼者

このほかに、イベリア半島には次の巡礼路もある。
- 北の道 - バスクのフランス国境に接したイルンからビルバオ、サンタンデール、オビエドを通ってガリシアに向かう海沿いの道。
- イギリスの道 - 海路でフェロルまたはア・コルーニャに上陸し、サンティアゴ・デ・コンポステーラに向かう。
- ポルトガルの道 - ポルトガルのポルトからパドロンを通ってサンティアゴ・デ・コンポステーラに向かう。
- ポルトガル第2の道 - ポルトガル語でCaminho de Torres（カミーノ・デ・トレス）と呼ばれ、1737年にディエゴ・デ・トレス・ビジャロエル（英語版）によって開拓された最も新しいルートで、2021年に正式な巡礼路と認定。モイメンタダベイラ（英語版）を発ち、タロウカ（英語版）、ラメゴ、レグア（英語版）、メザンフリーオ（英語版）を経て、サラマンカへ至る[1]。
- 銀の道 - セビリアからメリダ、カセレス、サラマンカ、サモーラを通ってアストルガでフランス人の道と合流する。またはサモーラからオウレンセを通ってサンティアゴ・デ・コンポステーラに向かう(サナブレスの道)。もともとは古代ローマ時代の道である。
- フィニステレの道 - サンティアゴ・デ・コンポステーラ出発し、ガリシア地方西岸で「地の果て」を意味するフィニステレ（Finisterre、ガリシア語ではフィステーラFisterra）さらにはムシーア（Muxía）に向かう道。サンティアゴ・デ・コンポステーラへの巡礼を終えた巡礼者が最終的な目的地としてこれらの地を訪れる事が多い。

## 現代の巡礼

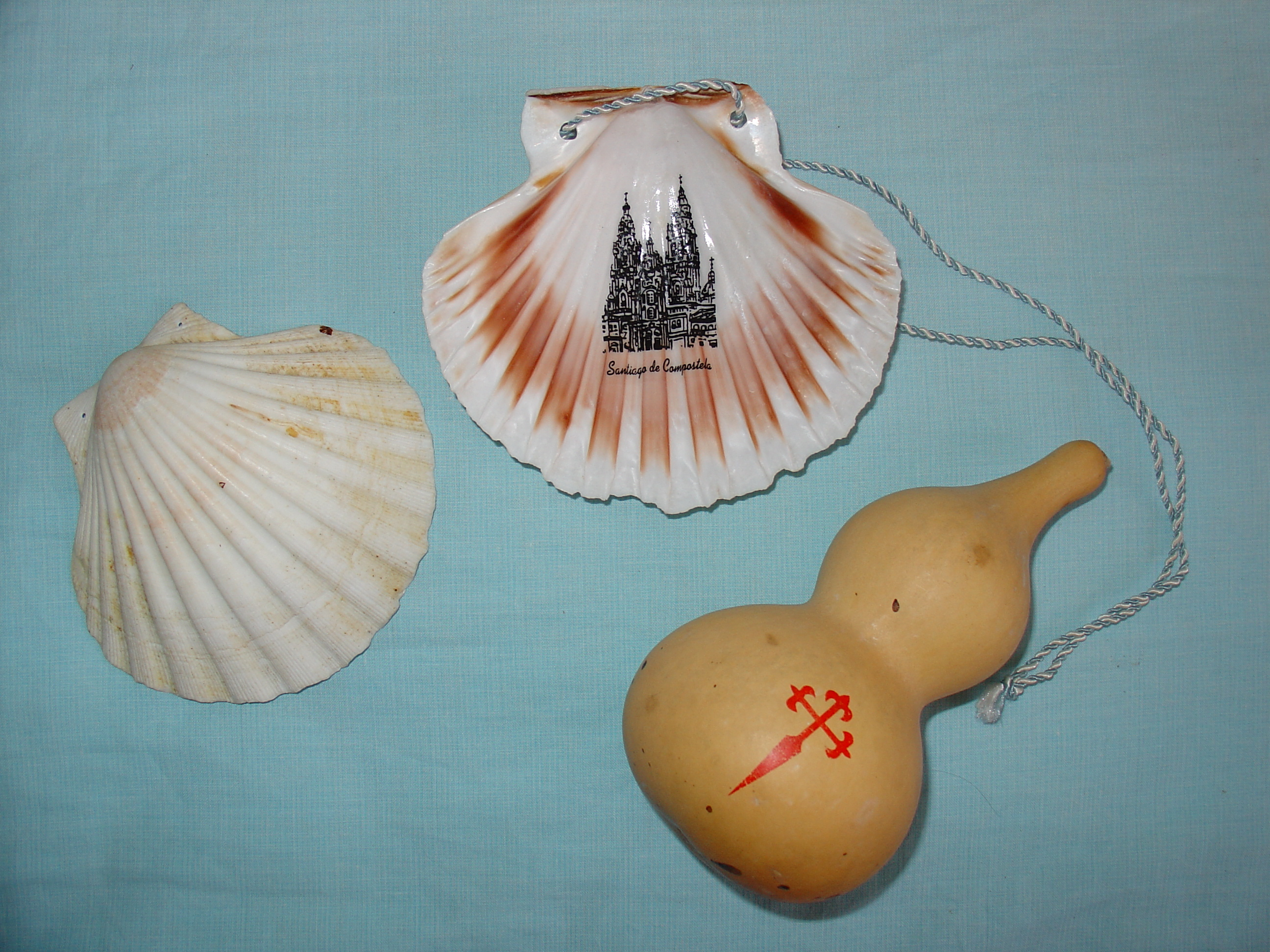
巡礼のシンボル、ホタテガイ

現在、サンティアゴ・デ・コンポステーラを目指す巡礼者は毎年数万人に上る。その多くは徒歩で、自転車を使う人もいる。少数ながら中世のように馬やロバを使う人もいる。信仰のためだけでなく、観光やスポーツ、単なる目標達成のために歩く人もいる。車や鉄道、バスで移動することもできるが、巡礼路は線路や国道に沿っていない道も多い。また、サンティアゴ・デ・コンポステーラで証明書がもらえる人は、徒歩で100km以上、自転車で200km以上という条件がある。なお、巡礼証明書（コンポステラーノ）もしくは、巡礼手帳を持っていればサンティアゴ・デ・コンポステーラからの帰りの飛行機及び鉄道料金が割引となる制度がある。
聖ヤコブ（フランス語でSaint-Jacques）のシンボルであるヨーロッパホタテガイ（フランス語でcoquille Saint-Jacques）は、巡礼のシンボルともなっている。巡礼者は巡礼の証としてヨーロッパホタテガイをぶら下げて歩く。また、水筒代わりのひょうたんを持つ。

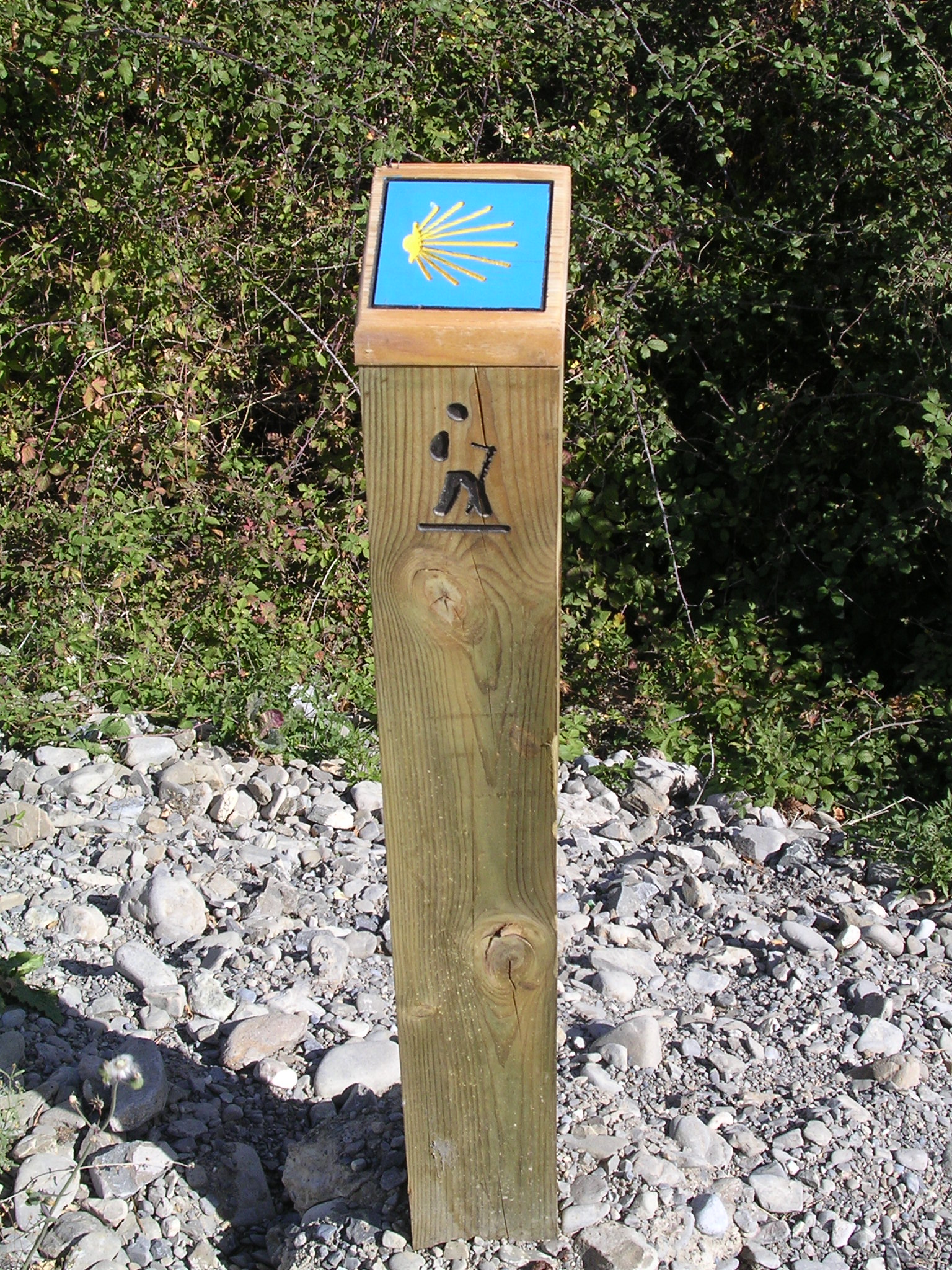
巡礼路にはヨーロッパホタテガイのマークのある標識が立っている

巡礼者はさまざまな道をたどるが、人気があるのは「フランスの道」である。出発地としては、フランス側のサン＝ジャン＝ピエ＝ド＝ポルとスペイン側のロンセスバージェスを選ぶ人が多い。伝統的なフランスの町（ル・ピュイ、アルル、トゥールなど）から出発する人や、さらに遠くからフランス内の道を目指す人、中世にならって自分の玄関から出発する人もいる。ピレネー山脈からすべて歩くと780kmから900kmの距離で、歩くのが早い人で1日平均30km程度で歩くと約1か月かかる。
スペインと南フランスには、巡礼者に一夜の宿を与える救護施設（albergueまたはrefugio）が点在し、巡礼手帳（credencial）を持つ人を誰でも泊めてくれる。宿の設備はユースホステルのようなもので、8ユーロから15ユーロ、または寄付のみで泊まれる。ただし、たいていは1泊に限られている。救護施設に泊まると、巡礼手帳（有料）に公式のスタンプ（無料）が押され、集めたスタンプが巡礼の証明となる。手帳は救護施設や観光案内所、教区教会で入手でき、費用は3ユーロ程度。
サンティアゴ・デ・コンポステーラに到着すると、「コンポステーラ」と呼ばれる証明書（無料）がもらえる。中世のカトリック教会では「コンポステーラ」は贖宥状の一種であった。大聖堂では毎日正午に巡礼者のためのミサが開かれ、巡礼者の祖国と出発地が唱えられる。

## 姉妹道提携
1998年10月9日、サンティアゴ・デ・コンポステーラの巡礼路の最終地であるガリシア州と、熊野古道の最終地である和歌山県は、古道の最終地としての永続的な友好関係を確立するため、両古道の姉妹道提携を締結した。その後、2004年7月7日には熊野古道を含む紀伊山地の霊場と参詣道（和歌山県・奈良県・三重県にまたがる）もユネスコの世界遺産に登録され、道の世界遺産どうしの交流を続けている。

### 関連文献
- フランシスコ・シングル編 『聖地サンティアゴ巡礼の旅 日の沈む国へ』、エンジン・ルーム出版事業部、2008年
- 鈴木孝壽 『スペイン・ロマネスクの道 グレゴリオ聖歌の世界』、筑摩書房、1997年
- 浅野ひとみ 『スペイン・ロマネスク彫刻研究 サンティアゴ巡礼の時代と美術』、長崎純心大学学術叢書5：九州大学出版会、2003年
- 池田健二 『スペイン・ロマネスクへの旅』 カラー版中公新書、2011年
- ハーペイ・カーケリング 『巡礼コメディ旅日記 僕のサンティアゴ巡礼の道』みすず書房、2010年